# Episodi di Eli Stone (seconda stagione)
La seconda e ultima stagione della serie televisiva Eli Stone è andata in onda negli Stati Uniti sul network ABC dal 14 ottobre al 30 dicembre 2008, dopodiché è stata cancellata senza che ne fossero trasmessi gli ultimi quattro episodi prodotti, trasmessi poi d'estate nel 2009. 
In Italia è stata trasmessa in prima visione dal 17 marzo al 9 giugno 2009 sul canale satellitare Fox. La serie è in onda per la prima volta in chiaro dal 13 giugno 2010 su Italia 1.
| nº | Titolo originale              | Titolo italiano       | Prima TV USA     | Prima TV Italia |
| -- | ----------------------------- | --------------------- | ---------------- | --------------- |
| 1  | The Path                      | La via                | 14 ottobre 2008  | 17 marzo 2009   |
| 2  | Grace                         | Grace                 | 21 ottobre 2008  | 24 marzo 2009   |
| 3  | Unwritten                     | Le cose non scritte   | 28 ottobre 2008  | 31 marzo 2009   |
| 4  | Should I Stay or Should I Go? | Un nuovo inizio       | 11 novembre 2008 | 7 aprile 2009   |
| 5  | The Humanitarian              | Il filantropo         | 18 novembre 2008 | 14 aprile 2009  |
| 6  | Happy Birthday Nate           | Buon compleanno, Nate | 2 dicembre 2008  | 21 aprile 2009  |
| 7  | Help                          | Aiuto                 | 9 dicembre 2008  | 28 aprile 2009  |
| 8  | Owner of a Lonely Heart       | Cuore solitario       | 16 dicembre 2008 | 5 maggio 2009   |
| 9  | Two Ministers                 | Due ministri          | 30 dicembre 2008 | 12 maggio 2009  |
| 10 | Sonoma                        | Sonoma                | 20 giugno 2009   | 19 maggio 2009  |
| 11 | Mortal Combat                 | Scontro mortale       | 27 giugno 2009   | 26 maggio 2009  |
| 12 | Tallspin                      | Verità                | 4 luglio 2009    | 2 giugno 2009   |
| 13 | Flight Path                   | Libero arbitrio       | 11 luglio 2009   | 9 giugno 2009   |